# Attenweiler
Attenweiler è un comune tedesco di 1 969 abitanti situato nel land del Baden-Württemberg.